# Guerra delle ossa

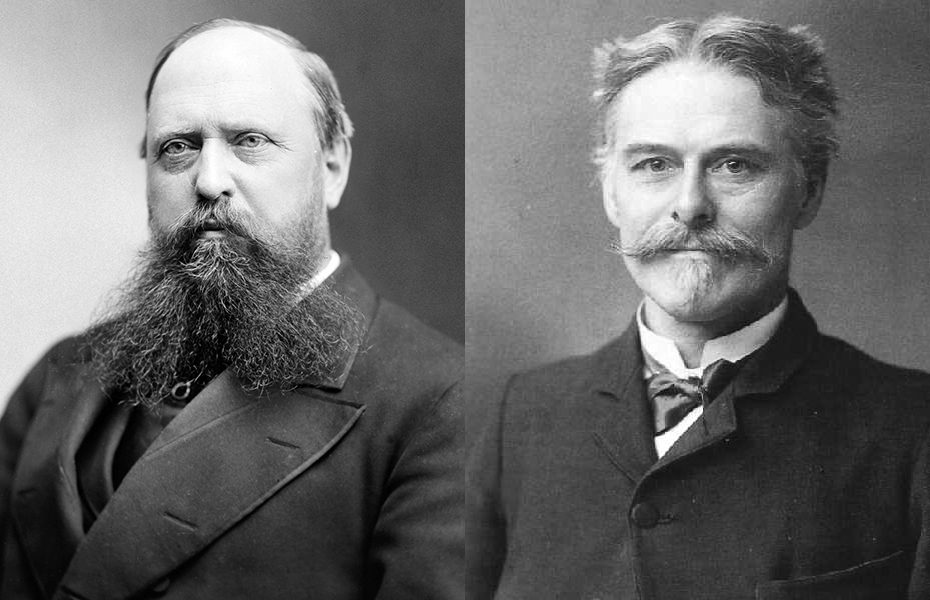
Le vicende legate alla rivalità tra Othniel Charles Marsh (a sinistra) e Edward Drinker Cope (a destra) prendono il nome di "guerra delle ossa"

La guerra delle ossa, nota negli Stati Uniti d'America come bone wars o great dinosaur rush (lett. "grande corsa ai dinosauri"), fu un periodo di intensa e spietata competizione nella ricerca e scoperta di fossili alla fine del 1800, in un periodo della paleontologia statunitense contraddistinta da un'accesa rivalità tra Edward Drinker Cope (dell'Accademia di Scienze Naturali di Filadelfia) e Othniel Charles Marsh (del Peabody Museum of Natural History dell'Università Yale). Entrambi i paleontologi usarono metodi subdoli, tra cui la corruzione e il furto, per superare gli altri ricercatori nelle scoperte, arrivando persino a distruggere dei giacimenti di ossa di dinosauro pur di impedire agli avversari di impossessarsi dei reperti. Ciascuno dei due tentò di rovinare la reputazione del rivale e di tagliare i suoi finanziamenti, attaccandolo direttamente nelle pubblicazioni scientifiche.
La loro ricerca di reperti li portò all'Ovest statunitense verso ricchi giacimenti ossei in Colorado, Nebraska e Wyoming. Dal 1877 al 1892 entrambi i paleontologi usarono la loro ricchezza o la loro influenza per finanziarsi le spedizioni, per assoldare dei cacciatori di fossili per le ricerche o acquistare da questi ossa di dinosauri. Alla fine delle ostilità entrambi gli uomini esaurirono i loro fondi tentando di ottenere maggiore prestigio nella paleontologia. Cope e Marsh furono rovinati finanziariamente e socialmente dai loro tentativi di superarsi e disonorarsi a vicenda ma, comunque, contribuirono in modo rilevante allo sviluppo della paleontologia, accumulando e lasciando ai posteri una notevole quantità di materiale per ulteriori ricerche: alla morte di entrambi, furono ritrovate molte casse di fossili ancora sigillate. Gli sforzi dei due uomini portarono alla scoperta e alla classificazione di oltre 136 nuove specie di dinosauri. Gli effetti della guerra delle ossa aumentarono le conoscenze sulla vita preistorica e suscitarono l'interesse del pubblico per i dinosauri, permettendo la prosecuzione delle ricerche e degli scavi di reperti in Nord America nei decenni successivi. Questo periodo di intensa attività di esplorazione è stato oggetto di molti libri storici e ha ispirato alcune opere di fantasia.

## Storia

### Antefatti
All'inizio, il rapporto tra Cope e Marsh fu amichevole. Si incontrarono a Berlino nel 1864 e trascorsero diversi giorni insieme. La reciproca stima era tale che gli scienziati intitolarono delle nuove specie con il nome del collega. Con il passare del tempo le loro relazioni si deteriorarono, in parte a causa della loro forte personalità: Cope era noto per essere combattivo e brusco mentre Marsh era più meditativo, metodico e introverso; entrambi erano litigiosi e diffidenti. Le loro differenze si estendevano anche nel campo scientifico: Cope fu un convinto sostenitore del neo-lamarckismo mentre Marsh sosteneva la teoria dell'evoluzione attraverso la selezione naturale di Charles Darwin. Come affermò un osservatore: "L'aristocratico Edward potrebbe aver considerato Marsh non proprio un gentiluomo. L'accademico Othniel probabilmente considerava Cope non un vero professionista".
Cope e Marsh provenivano da contesti molto diversi. Cope nacque a Filadelfia in una famiglia quacchera ricca e influente. Sebbene suo padre volesse che lui si fosse dedicato al lavoro agricolo, Cope si distinse come naturalista. Nel 1864, già membro dell'Accademia di scienze naturali, Cope divenne professore di zoologia all'Haverford College e si unì alle spedizioni di Ferdinand Vandeveer Hayden verso l'Ovest degli Stati Uniti. Al contrario Marsh era nato in una famiglia povera di Lockport nello Stato di New York, destinato all'indigenza se non fosse stato per il contributo di suo zio, il filantropo George Peabody. Marsh convinse lo zio a costruire il Peabody Museum of Natural History, ponendo il nipote a capo dell'Istituzione. Anche grazie all'eredità ricevuta da Peabody alla sua morte, avvenuta nel 1869, Marsh visse nell'agiatezza. L'uomo non si sposò mai, in parte a causa della severa posizione di Peabody, contrario al matrimonio.

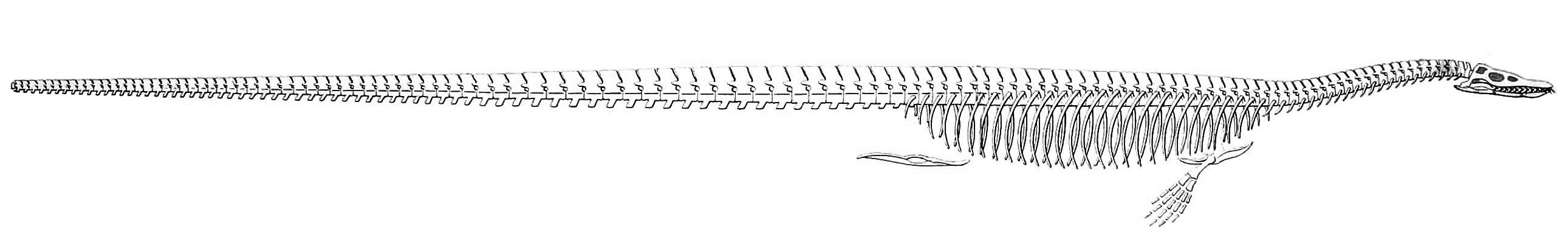
La versione "testa nella estremità sbagliata" dell'Elasmosaurus platyurus di Cope

In un'occasione i due scienziati collaborarono alla raccolta di fossili alle cave di marna di Cope nel New Jersey, dove William Parker Foulke aveva scoperto l'esemplare olotipo di Hadrosaurus foulkii, descritto dal paleontologo Joseph Leidy, con il quale Cope aveva studiato anatomia comparata: questa fu una delle prime scoperte di dinosauri negli Stati Uniti e, a quel tempo, le cave erano ancora ricche di fossili. Anche se apparentemente i due ebbero comportamenti amichevoli, quando si separarono Marsh corruppe segretamente i gestori delle cave per recapitare a lui, invece che a Cope, i futuri ritrovamenti fossili. Le loro relazioni si deteriorarono e i due cominciarono ad attaccarsi su riviste e pubblicazioni scientifiche. Marsh umiliò Cope rivelando che la sua ricostruzione del plesiosauro Elasmosaurus platyurus era sbagliata, con la testa collocata al posto della coda (o almeno così affermò 20 anni dopo; fu infatti Leidy a pubblicare la correzione). Cope, a sua volta, iniziò a battere quella che Marsh considerava la sua zona privata di ricerca ossea in Kansas e Wyoming, danneggiando ulteriormente il loro rapporto.

### 1872–1877: le prime spedizioni
Negli anni settanta del XIX secolo, gli interessi professionali di Cope e Marsh si rivolsero verso l'Occidente americano con la scoperta di grandi reperti fossili. Utilizzando la sua influenza a Washington, Cope ottenne un posto nell'United States Geological Survey guidato da Ferdinand Vandeveer Hayden. Seppure la posizione non prevedesse compensi, l'incarico offrì a Cope una grossa opportunità per raccogliere fossili e pubblicare gli esiti dei suoi ritrovamenti. Il talento di Cope per la scrittura drammatica ritornava utile a Hayden, il quale aveva bisogno di essere messo in buona luce nei rapporti ufficiali. Nel giugno 1872 Cope partì per il suo primo viaggio con l'intenzione di studiare da solo i letti ossei del Wyoming nella zona che Hayden e Leidy consideravano loro appannaggio; ciò causò il litigio tra Cope e gli altri due studiosi. Hayden cercò di far riconciliare Cope con Leidy scrivendo in una lettera indirizzata a quest'ultimo:
(Ferdinand Vandeveer Hayden)
Cope portò con sé la sua famiglia fino a Denver mentre Hayden cercò di impedire a Cope e Leidy di prospezionare nella stessa area. Su suggerimento del geologo Fielding Bradford Meek, Cope volle anche approfondire le ricerche nel luogo in cui lo stesso Meek aveva trovato alcuni reperti, vicino alla stazione di Black Buttes e alla linea ferroviaria. Cope trovò il sito e alcuni resti dello scheletro di un dinosauro che lui nominò Agathaumas sylvestris. Credendo di avere il pieno sostegno di Hayden nella campagna di ricerca, Cope si recò a Fort Bridger in giugno, ma scoprì che gli uomini, i vagoni, i cavalli e le attrezzature che si aspettava di trovare sul luogo non erano lì. Cope mise insieme a proprie spese un gruppo, composto da due corrieri, un cuoco e una guida, insieme a tre uomini di Chicago che erano interessati ai suoi studi. Come si scoprì più tardi, due uomini di Cope erano di fatto alle dipendenze di Marsh e quando quest'ultimo scoprì che i suoi uomini erano stati assoldati dal rivale, si infuriò. Gli uomini cercarono di tranquillizzare Marsh sulla loro fedeltà a lui e uno di loro asserì di aver accettato il lavoro di Cope per sviarlo dai ricchi giacimenti; tuttavia, in realtà, la trascuratezza di Marsh nel formalizzare gli accordi verbali e i pagamenti dei suoi collaboratori, potrebbe averli spinti a cercare un altro e più solido ingaggio. Cope avviò la campagna di ricerca in un territorio aspro, che solo Hayden prima di lui aveva preso in esame, ove scoprì decine di nuove specie. Nel frattempo uno degli uomini di Marsh inviò erroneamente dei reperti a Cope che, quando li ricevette, provvide a rispedirli al legittimo proprietario. Durante il trasporto, però, finirono danneggiati e l'evento peggiorò ulteriormente i rapporti tra i due scienziati.

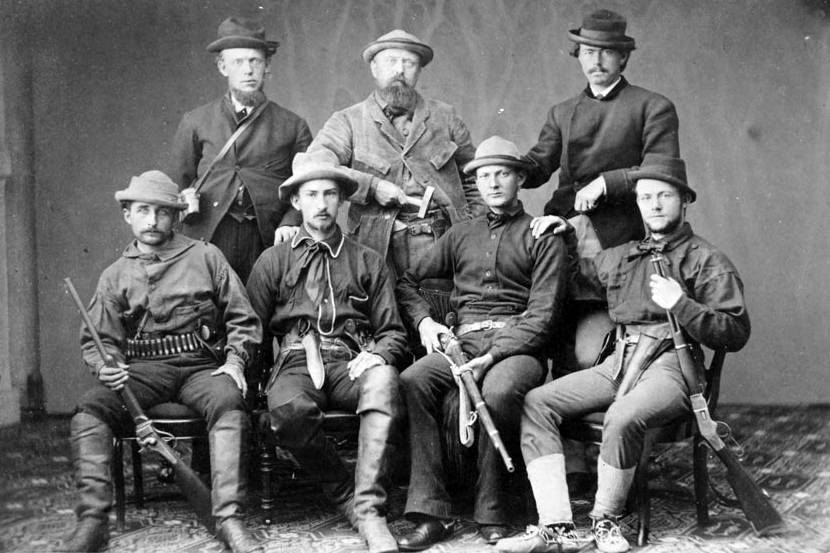
Marsh (dietro e al centro), circondato da assistenti armati per la sua spedizione del 1872. Marsh trascorse poco tempo sul campo, generalmente delegando questi compiti ai suoi collaboratori.

I tentativi di Cope e Marsh di salvare le apparenze cessarono nel 1872 e nella primavera del 1873 fu palese la loro aperta ostilità. Nello stesso periodo Leidy, Cope e Marsh stavano facendo grandi scoperte di antichi rettili e mammiferi nei letti ossei occidentali. I paleontologi avevano l'abitudine di inviare succinti telegrammi verso est per descrivere i loro ritrovamenti, pubblicando resoconti più completi solo dopo il ritorno dai viaggi. Tra i nuovi esemplari descritti c'erano l'Uintatherium, il Loxolophodon, l'Eobasileus cornutus, il Dinoceras e il Tinoceras. Il problema era che molti di questi reperti non erano diversi l'uno dall'altro; infatti sia Cope sia Marsh sapevano che alcuni dei fossili che stavano raccogliendo erano già stati classificati dal rivale. Come risultò successivamente, molte delle scoperte di Marsh erano attribuibili a questi e, di conseguenza le sue classificazioni erano valide, mentre nessuna di Cope lo era. Marsh scoprì anche le un nuovo ordine di mammiferi, i Cinocerea, nel quale ricomprese alcuni nuovi ritrovamenti. Cope fu umiliato e fu incapace di competere con le scoperte del rivale. Pubblicò invece un ampio studio analitico in cui propose un nuovo piano di classificazione per i mammiferi dell'Eocene, in cui rigettò il genere tassonomico di Marsh a favore del proprio. Nonostante gli attacchi del rivale, Marsh rimase saldo sulle proprie posizioni, continuando a sostenere che tutte le classificazioni di Cope sui Dinocerata erano errate.

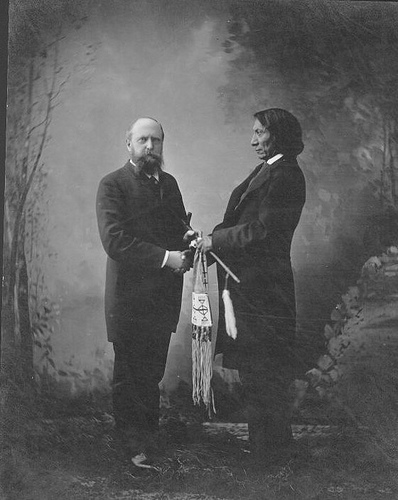
Marsh e il lakota Nuvola Rossa a New Haven nel Connecticut, 1880 circa

Mentre gli scienziati discutevano sulle classificazioni e sulla nomenclatura, ritornarono nuovamente in Occidente alla ricerca di nuovi fossili. Marsh fece il suo ultimo viaggio nel 1873, nel bel mezzo delle guerre Sioux, finanziato dall'Università di Yale, accompagnato da un nutrito gruppo di uomini tra cui tredici studenti e scortato da un gruppo di soldati come dimostrazione di forza verso la tribù Sioux. A causa delle ristrettezze economiche e della mancanza di fondi, tenuto conto che la spedizione precedente era costata a Marsh 15 000 dollari gli studenti dovettero pagarsi da soli il viaggio che quindi costò a Yale solo 1 857,50 dollari. Questa spedizione sarebbe stata l'ultima di Marsh: per il resto della guerra delle ossa, Marsh preferì affidarsi ai servizi degli operatori locali. Sebbene avesse abbastanza reperti il cui studio lo avrebbe tenuto occupato per anni, la bramosia di ricerca dello scienziato cresceva. Nel 1872 Cope si stancò di lavorare sotto Hayden trovando impiego con l'United States Army Corps of Engineers; tuttavia questa organizzazione federale ne limitò l'autonomia dovendo dare priorità alle indagini minerarie: nel frattempo Marsh poteva prospezionare e raccogliere reperti ovunque volesse.
L'attenzione dei due scienziati si rivolse al territorio del Dakota a metà degli anni 1870, periodo in cui la scoperta dell'oro nelle Black Hills aumentò le tensioni tra gli Stati Uniti e i nativi americani: Marsh, desideroso di accaparrarsi i fossili trovati in quella regione, ebbe un ruolo politico tra le parti in conflitto. Per ottenere l'appoggio del capo Nuvola Rossa dei Sioux nelle sue campagne di ricerca, Marsh promise a Nuvola Rossa che lo avrebbe pagato per i fossili raccolti e che sarebbe tornato a Washington per fare pressione sul governo contro il loro ingiusto trattamento. Alla fine Marsh, secondo il suo stesso racconto (forse romanzato), accumulò carretti di fossili e si ritirò poco prima dell'arrivo di un gruppo ostile Minneconjou. Marsh, da parte sua, mantenne la promessa e perorò la causa dei Sioux presso il Dipartimento degli Interni degli Stati Uniti d'America e presso il Presidente Ulysses S. Grant, anche se le motivazioni di Marsh potrebbero non essere state filantropiche ma di natura politica, ossia la volontà di crearsi la reputazione di oppositore contro l'impopolare amministrazione di Grant. Nel 1875 sia Cope sia Marsh sospesero l'attività di ricerca sul campo, accusando difficoltà finanziarie e dovendo dedicarsi alla catalogazione dei ritrovamenti accumulati e non ancora classificati; nuove scoperte li avrebbero però riportati verso Occidente prima della fine del decennio.

### 1877–1892: le scoperte di Como Bluff
Nel 1877 Marsh ricevette una lettera da Arthur Lakes, insegnante a Golden in Colorado. Lakes riferì di aver ritrovato enormi ossa incassate nella roccia durante un'escursione in montagna in compagnia del suo amico, H. C. Beckwith, vicino alla città di Morrison. Lakes ipotizzò che le ossa fossero una vertebra e un omero di "qualche gigantesco sauriano". In attesa della risposta di Marsh, Lakes portò alla luce altre ossa enormi e le inviò a New Haven. Poiché Marsh non rispose prontamente, nell'attesa, Lakes spedì dei campioni anche a Cope.

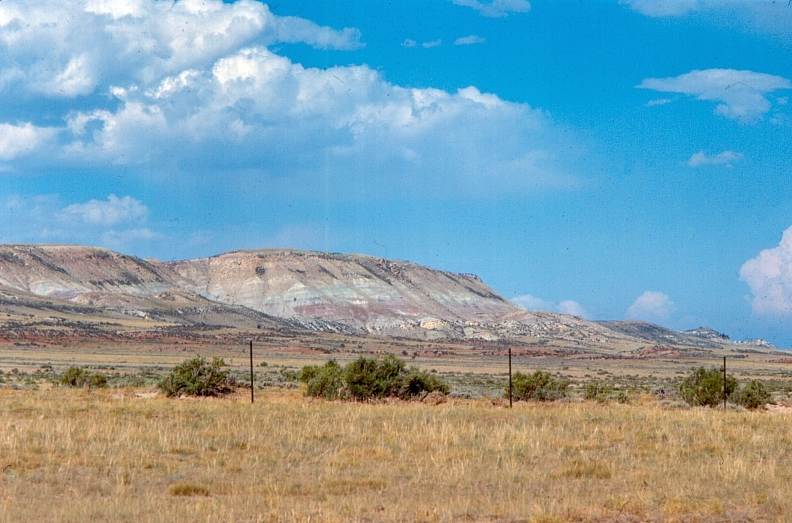
La formazione Morrison a Como Bluff nel Wyoming

Nella risposta a Lakes, Marsh accluse un pagamento di 100 dollari, invitandolo a mantenere il segreto sulle scoperte. In seguito, apprendendo che Lakes aveva già messo al corrente Cope sul rinvenimento, Marsh inviò il suo assistente sul campo, Benjamin Mudge, a Morrison per assicurarsi in esclusiva i servizi di Lakes. Marsh pubblicò una descrizione delle scoperte di Lakes sull'American Journal of Science il 1º luglio, anticipando Cope: Lakes scrisse a Cope che i ritrovamenti da lui effettuati dovevano essere inviati a Marsh, e questo costituì per lo scienziato l'ennesimo affronto.
Una seconda lettera arrivò dall'Ovest, questa volta indirizzata a Cope. Lo scrittore O. W. Lucas era un naturalista che stava raccogliendo piante vicino a Cañon City quando si imbatté in un giacimento di ossa fossili. Dopo aver ricevuto alcuni campioni da Lucas, Cope concluse che i dinosauri erano grandi erbivori, constatando con gioia che l'esemplare era più grande di qualsiasi altro precedentemente descritto, inclusi i ritrovamenti di Lakes. Avendo appreso delle scoperte di Lucas, Marsh incaricò Mudge e un ex studente, Samuel Wendell Williston, di aprire una nuova cava vicino a Cañon. Nel frattempo, però, Mudge venne a sapere che Lucas stava trovando le ossa migliori e si rifiutò di dedicarsi al progetto di Marsh. Marsh ordinò quindi a Williston di tornare a Morrison, dove la piccola cava di Marsh crollò e quasi uccise i suoi assistenti. Questo intoppo avrebbe interrotto il rifornimento osseo di Marsh da ovest, se non fosse per l'arrivo di una terza lettera.

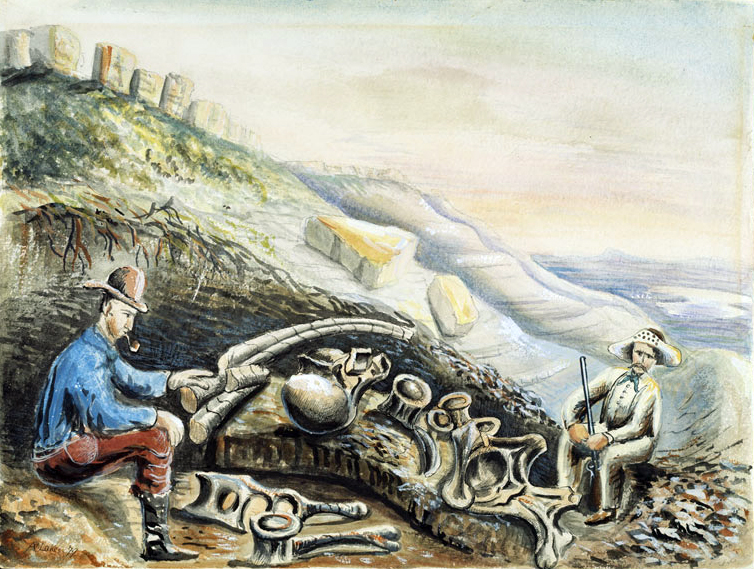
Schizzo dei membri della spedizione di Arthur Lakes a Como Bluff

All'epoca delle scoperte di Lakes, in un'area remota del Wyoming, stava per essere realizzata la First Transcontinental Railroad. La lettera ricevuta da Marsh era stata scritta da William Harlow Reed e William Edwards Carlin, due lavoratori della Union Pacific Railroad che affermavano di aver trovato un gran numero di fossili a Como Bluff e mettevano in guardia Marsh sul fatto che nella zona vi erano altri uomini alla ricerca di reperti. Williston che, sfinito, era appena arrivato nel Kansas dopo il crollo della miniera di Morrison, fu rapidamente inviato da Marsh a Como Bluff. Il suo ex allievo gli inviò un telegramma, confermando la presenza di una grande quantità di ossa e che in zona fossero già arrivati gli uomini di Cope. Preoccupato di ripetere gli stessi errori commessi con Lakes, Marsh inviò rapidamente dei soldi ai due nuovi cacciatori di ossa richiedendo l'invio di altre ossa. Seppure Williston avesse concluso un accordo di collaborazione con Reed e con Carlin, quest'ultimo decise che si sarebbe diretto a New Haven per trattare direttamente con Marsh. Marsh stipulò un contratto che prevedeva un compenso mensile fisso con la possibilità di ulteriori bonus per Carlin e Reed, a seconda dell'importanza dei ritrovamenti. Marsh si riservò anche il diritto di inviare i propri collaboratori di fiducia per supervisionare lo scavo e consigliò agli uomini di cercare di tenere Cope fuori dalla zona. Queste furono le migliori condizioni contrattuali che Reed e Carlin riuscirono a ottenere. L'investimento di Marsh nella regione del Como Bluff produsse presto ricchi risultati. Mentre i cercatori di Marsh si dirigevano verso est per l'inverno, Reed continuò a inviare a Marsh, per mezzo della ferrovia, carichi di ossa per tutto il 1877. Nel numero di dicembre 1877 dell'American Journal of Science Marsh descrisse e classificò alcuni dinosauri, assegnando a essi il nome di Stegosaurus, Allosaurus e Apatosaurus.
Nonostante le precauzioni di Marsh per non mettere in guardia il suo rivale, la notizia delle scoperte si diffuse rapidamente. Questo fu dovuto almeno in parte al fatto che Carlin e Reed contribuirono alla diffusione delle voci. Fecero trapelare informazioni al Laramie Daily Sentinel che pubblicò un articolo sui ritrovamenti nell'aprile 1878 esagerando la cifra che Marsh avrebbe pagato per le ossa, forse per aumentare i prezzi e la domanda. Marsh, nel tentativo di rimediare alla fuga di notizie, apprese da Williston che Carlin e Reed erano stati contattati di persona da un uomo, che apparentemente lavorava per Cope, di nome di "Haines". Dopo aver appreso delle scoperte del Como Bluff, Cope inviò nella zona "ladri di dinosauri" per tentare di rubare con discrezione i fossili di Marsh. Durante l'inverno del 1878 il malumore di Carlin per l'invio saltuario di pagamenti da parte di Marsh raggiunge il limite e iniziò a lavorare per Cope.
Cope e Marsh utilizzarono il loro patrimonio personale per finanziare le spedizioni ogni estate per poi passare l'inverno a pubblicare le loro scoperte. Piccoli gruppi di cacciatori di fossili su carri trainati da muli o su treni mandavano letteralmente tonnellate di fossili verso est. Gli scavi paleontologici durarono quindici anni, dal 1877 al 1892. Gli operai di Cope e di Marsh soffrirono le avversità dovute al clima, così come il sabotaggio e l'ostruzionismo da parte delle maestranze dell'altro scienziato. A Reed venne inibito da Carlin l'utilizzo della stazione ferroviaria di Como e fu costretto a trascinare le ossa lungo il promontorio e a trasportare i reperti lungo i binari del treno nel freddo pungente. Cope diede ordine a Carlin di allestire la propria cava a Como Bluff, mentre Marsh mandò Reed a spiare il suo ex amico. Mentre la quarta cava di Reed si andava esaurendo, Marsh ordinò a Reed di ripulire i frammenti ossei dalle altre cave. Reed riferì di aver distrutto tutte le ossa rimanenti per tenerle lontane da Cope. Preoccupato che degli estranei stessero entrando nelle cave di Reed, Marsh mandò Lakes a Como per assistere agli scavi e nel giugno 1879 visitò lui stesso Como. Anche Cope visitò le sue cave in agosto. Mentre gli uomini di Marsh continuavano ad aprire nuove cave e a scoprire altri fossili, i rapporti tra Lakes e Reed si deteriorarono con le rispettive offerte di dimissioni in agosto. Marsh cercò di calmare i due inviando ciascuno alle estremità opposte delle cave ma dopo essere stato costretto ad abbandonare una cava durante una tempesta di neve gelida, Lakes si dimise e ritornò all'insegnamento nel 1880. La partenza di Lakes non alleviò le tensioni tra gli uomini di Marsh; il rimpiazzo di Lakes, un ferroviere chiamato Kennedy, ritenne che non dovesse fare rapporto a Reed e gli scontri tra i due portarono gli altri lavoratori di Marsh a dimettersi. Marsh cercò di separare Kennedy e Reed e mandò Frank, il fratello di Williston, a Como nel tentativo di ristabilire la pace. Frank Williston finì per lasciare l'impiego di Marsh e stabilirsi con Carlin. Gli scavi di Cope a Como iniziarono a interrompersi e i rimpiazzi di Carlin presto abbandonarono del tutto il lavoro.

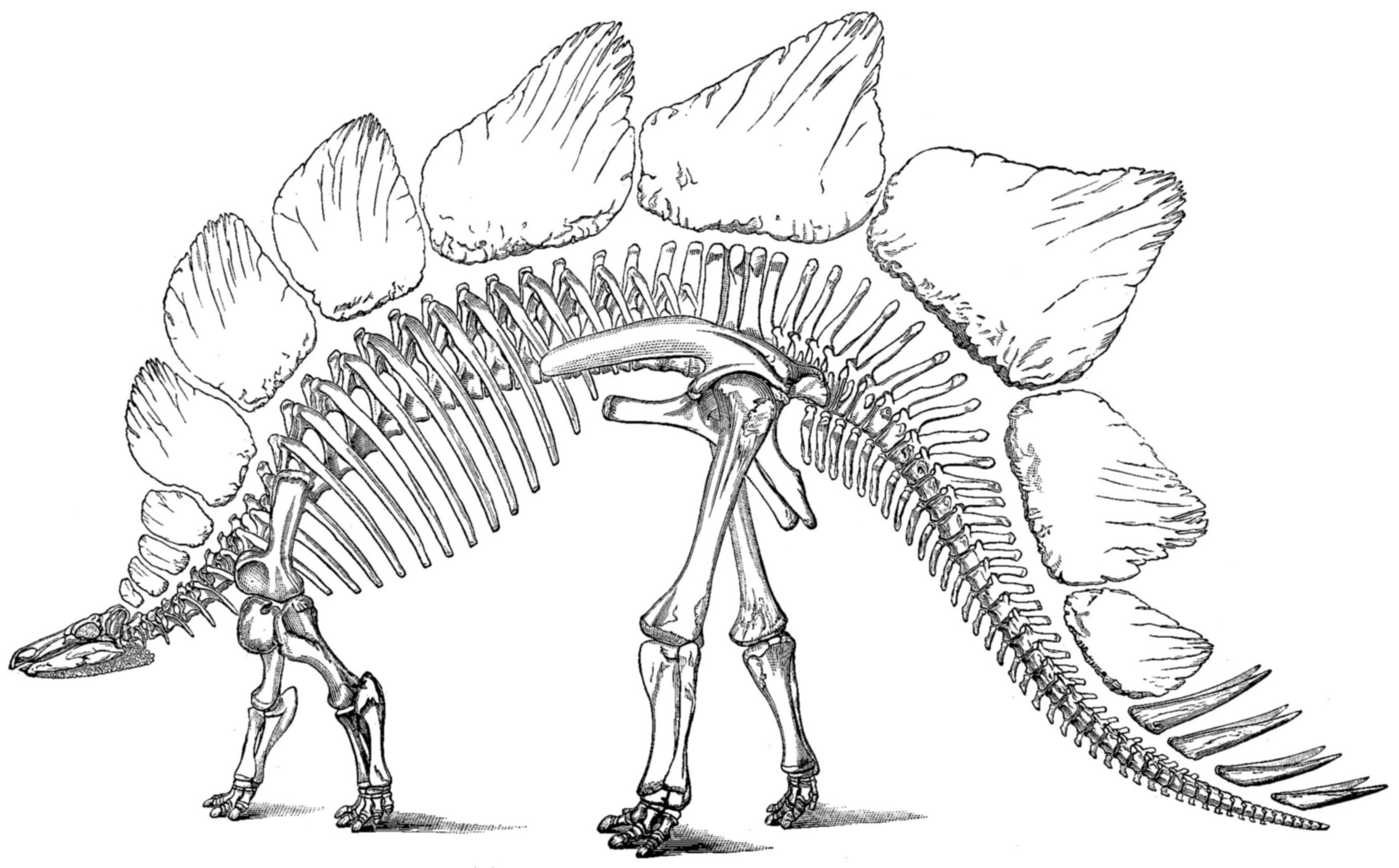
L'illustrazione di Marsh del 1896 delle ossa di Stegosaurus, un dinosauro da lui descritto e nominato nel 1877

Con il progredire degli anni ottanta del XIX secolo, gli uomini di Cope e Marsh affrontano una forte concorrenza tra loro e da parte di altri ricercatori interessati alle ossa. Il professore Alexander Emanuel Agassiz dell'Università di Harvard inviò i propri rappresentanti in Occidente, mentre Carlin e Frank Williston formarono una società per vendere i fossili al miglior offerente. Reed se ne andò e divenne pastore di pecore nel 1884 e le cave a Como di Marsh crollarono poco dopo la sua partenza. Nonostante queste battute d'arresto, in quel momento Marsh aveva più cave operative di Cope, il quale, seppure all'inizio degli anni ottanta del XIX secolo avesse più ossa di quante ne potesse contenere un'intera casa, era rimasto indietro nella corsa ai dinosauri.
Le scoperte di Cope e Marsh furono accompagnate da clamorose accuse di "furto" di operai e fossili, spionaggio e corruzione. I due uomini erano così gelosi dei loro siti di scavo, che distrussero i fossili più piccoli o danneggiati per evitare che cadessero nelle mani dei loro rivali e riempirono i loro scavi di terra e rocce. Nel 1879, mentre ispezionava le sue cave a Como, Marsh esaminò i reperti recenti e ne segnò alcuni per la distruzione. In un'occasione le squadre rivali degli scienziati si affrontarono l'un l'altra lanciando pietre.

### Controversie personali e anni successivi
Mentre Cope e Marsh si contendevano i fossili nell'Ovest americano, fecero anche del loro meglio per rovinare la reputazione professionale dell'altro. Umiliato dal suo errore nel ricostruire il plesiosauro. Elasmosaurus platyurus, Cope cercò di insabbiare il suo errore acquistando ogni copia che poteva trovare della rivista in cui era stato pubblicato l'articolo. Marsh nel frattempo si assicurò di pubblicizzare la storia. La rapida e prodigiosa produzione di pubblicazioni scientifiche di Cope fece sì che Marsh non avesse difficoltà a trovare errori occasionali per cui criticare Cope. Marsh stesso non era infallibile; mise il cranio sbagliato su uno scheletro di Apatosaurus e lo dichiarò un nuovo genere, Brontosaurus.
Alla fine degli anni ottanta del XIX secolo l'attenzione del pubblico sui combattimenti tra Cope e Marsh si affievolì. Grazie a John Wesley Powell, capo dell'United States Geological Survey, e ai contatti di Marsh con i ricchi e potenti di Washington, Marsh fu posto a capo delle ricerche governative e fu felice di essere fuori dalla luce dei riflettori. Cope aveva poco denaro a disposizione, avendo speso la maggior parte di esso acquistando The American Naturalist, e aveva difficoltà a trovare lavoro a causa delle amicizie di Marsh nel settore dell'istruzione superiore e al suo stesso temperamento. Cope iniziò a investire in oro e argento nell'Occidente e sfidò le zanzare della malaria e le intemperie procedendo autonomamente alla ricerca di fossili. A causa delle difficoltà nel settore minerario e della mancanza di sostegno da parte del governo federale, la situazione finanziaria di Cope peggiorò costantemente al punto che la sua collezione di fossili fu il suo unico patrimonio rimastogli. Marsh, nel frattempo, allontanò anche i suoi fedeli assistenti, tra cui Williston, rifiutandosi di condividere le sue scoperte e per via del suo programma di pagamenti lenti e poco frequenti.
La possibilità di Cope di sfruttare le debolezze di Marsh arrivò nel 1884 quando il Congresso iniziò a investigare gli atti del rilevamento geologico. Cope diventò amico di Henry Fairfield Osborn, allora professore di anatomia presso l'Università di Princeton. Osborn era per molti versi simile a Marsh, lento e metodico, ma si sarebbe dimostrato un'influenza dannosa su Marsh. Cope cercò lavoratori scontenti pronti a testimoniare contro Powell e contro la sua condotta delle ricerche. In quel momento, Powell e Marsh riuscirono a respingere con successo le accuse di Cope, che non ebbero eco sui media. Osborn sembrava riluttante a intensificare la sua campagna contro Marsh, così Cope si rivolse a un altro alleato che gli fu presentato da Osborn, un "giornalista di New York", William Hosea Ballou. Nonostante le battute d'arresto nel tentativo di estromettere Marsh dalla presidenza dell'Accademia nazionale delle scienze, Cope ebbe un enorme aumento di risorse economiche dopo che l'Università della Pennsylvania gli offrì un incarico di insegnamento. Poco dopo si presentò la possibilità per Cope di sferrare a Marsh un colpo decisivo.
Nel corso degli anni Cope tenne un dettagliato diario di errori e misfatti che Marsh e Powell avevano commesso; gli sbagli e gli errori dei due uomini furono messi per iscritto; Ballou pianificò la prima serie di articoli in quella che sarebbe diventata una serie di dibattiti sui giornali tra Marsh, Powell e Cope. Mentre la comunità scientifica conosceva da tempo la rivalità di Marsh e Cope, il pubblico si rese conto della vergognosa condotta dei due uomini quando il New York Herald pubblicò un articolo intitolato Scientists Wage Bitter Warfare. Secondo la scrittrice Elizabeth Noble Shor, la comunità scientifica fu eccitata dalla querelle:
(Elizabeth Noble Shor, The Fossil Feud Between E. D. Cope and O. C. Marsh)
Negli articoli di giornale Cope accusò Marsh di plagio e di cattiva gestione finanziaria, attaccando Powell per i suoi errori di classificazione geologica e per l'utilizzo improprio dei fondi stanziati dal governo. Marsh e Powell furono in grado di pubblicare la propria versione della storia, presentando le proprie accuse contro Cope. Gli articoli di Ballou furono scarsamente ricercati, scritti e letti e lo stesso Cope si accorse di un articolo del The Philadelphia Inquirer che suggeriva che i fiduciari dell'Università della Pennsylvania avrebbero chiesto a Cope di dimettersi se non avesse fornito le prove delle sue accuse contro Marsh e Powell. Lo stesso Marsh mantenne viva la storia dell'Herald con una accesa replica ma alla fine di gennaio la storia svanì da tutti i giornali e poco cambiò tra i rivali.
Non fu convocata alcuna udienza congressuale per indagare sulla cattiva distribuzione dei fondi da parte di Powell e né Cope né Marsh furono ritenuti responsabili dei loro errori anche se alcune delle accuse di Ballou contro Marsh vennero collegate all'Indagine. Di fronte alla riprovazione dell'opinione pubblica, Powell si ritrovò a essere oggetto di un più ampio esame da parte dell'House Appropriations Committee. Spinto all'azione dalla leggerezza con cui Marsh utilizzava i fondi pubblici destinati alle ricerche, il Comitato per gli stanziamenti chiese che il bilancio dell'Indagine fosse descritto nel dettaglio. Quando il suo stanziamento venne tagliato nel 1892, Powell inviò un severo telegramma a Marsh chiedendo le sue dimissioni. Contemporaneamente molti degli alleati di Marsh andarono in pensione o morirono, cosicché la sua reputazione scientifica andava diminuendo. Cope ottenne una posizione nel Texas Geological Survey. Avendo ancora risentito degli attacchi personali inflittigli durante l'affare "Herald", Cope non sfruttò questo cambiamento di fortuna per sferrare attacchi personali. La fortuna di Cope continuò ad aumentare per tutto gli 1890, in quanto fu promosso a professore di zoologia e fu eletto presidente dell'American Association for the Advancement of Science nello stesso anno in cui Marsh si dimise da capo dell'Accademia delle Scienze. Alla fine del decennio, la fortuna di Cope iniziò a peggiorare nuovamente quando Marsh riacquistò parte del suo prestigio guadagnandosi la Cuvier Medal, il più alto riconoscimento paleontologico.
La rivalità tra Cope e Marsh durò fino alla morte di Cope nel 1897, anno in cui entrambi gli uomini furono rovinati finanziariamente. Cope soffrì di una malattia debilitante negli ultimi anni e dovette vendere parte della sua collezione di fossili e affittare una delle sue case per far quadrare i conti. Marsh, a sua volta, dovette ipotecare la sua abitazione e chiedere uno stipendio con cui vivere a Yale. Cope lanciò un'ultima sfida prima della sua morte. Il suo cranio fu donato alla scienza affinché il suo cervello potesse essere misurato, sperando che il suo cervello fosse più grande di quello del suo avversario; all'epoca, infatti, si riteneva che le dimensioni del cervello fossero una misura dell'intelligenza. Marsh non accettò mai la sfida e il cranio di Cope è ancora conservato all'Università della Pennsylvania.

## Lascito

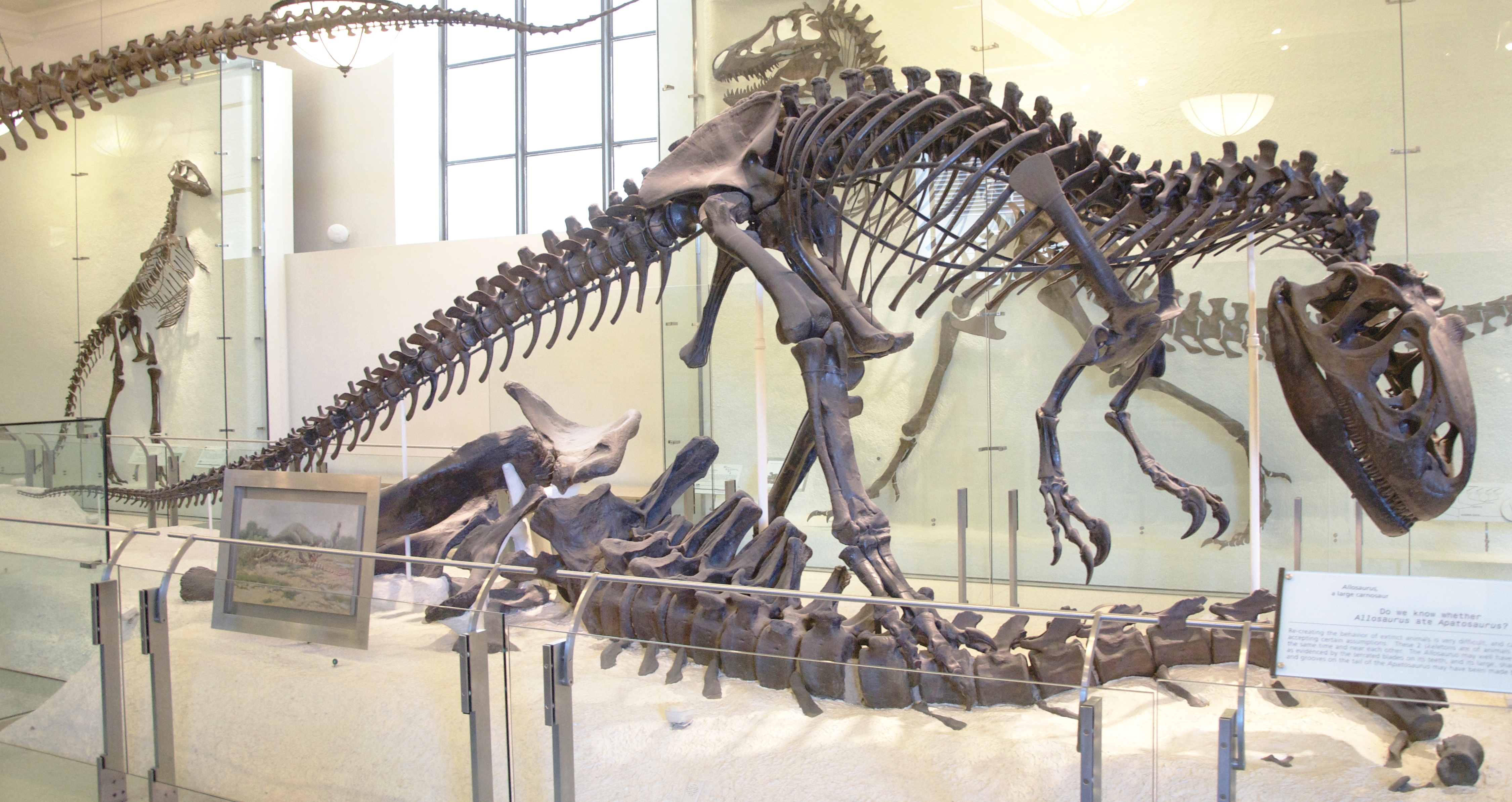
Un Allosaurus quasi completo (American Museum of Natural History #5753) ritrovato dai cacciatori di fossili di Cope a Como Bluff nel 1879. La scoperta fu rivelata molti anni dopo la morte di Cope quando la cassa contenente i reperti fu aperta.

Giudicando in base ai numeri assoluti, Marsh "vinse" la guerra delle ossa. Entrambi gli scienziati fecero scoperte di immenso valore scientifico ma, mentre Cope scoprì un totale di 56 nuove specie di dinosauri, Marsh ne scoprì 80. Nelle ultime fasi della guerra delle ossa, Marsh aveva semplicemente più uomini e denaro a sua disposizione rispetto a Cope, il quale aveva inoltre una gamma molto più ampia di interessi paleontologici, mentre Marsh si occupava quasi esclusivamente di rettili e mammiferi fossilizzati.
Molte delle scoperte di Cope e Marsh sono tra le più note specie di dinosauri, incluse specie di Triceratops, Allosaurus, Diplodocus, Stegosaurus, Camarasaurus e Coelophysis bauri. Le loro scoperte complessive hanno definito l'allora nascente campo della paleontologia: prima delle scoperte di Cope e Marsh, in Nord America erano state classificate solamente nove specie di dinosauri. Alcune delle loro idee, come la tesi di Marsh secondo cui gli uccelli discendono dai dinosauri, sono state accolte mentre altre sono considerate di scarso o nullo valore scientifico. La guerra delle ossa ha anche portato alla scoperta dei primi scheletri completi e all'aumento della popolarità dei dinosauri tra il grande pubblico. Come ha affermato il paleontologo Robert Bakker: "I dinosauri provenienti da Como Bluff non hanno solo riempito i musei ma anche gli articoli di riviste, i libri di testo e la mente delle persone".
Nonostante i loro risultati, la guerra delle ossa ebbe un effetto negativo non solo sui due scienziati ma anche sui loro colleghi e sull'intero campo di ricerca. L'ostilità pubblica tra Cope e Marsh danneggiò per decenni la reputazione della paleontologia americana in Europa. Inoltre l'uso di dinamite e il sabotaggio da parte dei dipendenti di entrambi gli scienziati potrebbero aver distrutto o seppellito centinaia di resti fossili potenzialmente importanti. Joseph Leidy abbandonò i suoi scavi più metodologici in Occidente, non riuscendo a tenere il passo con la disinvolta ricerca di ossa di Cope e Marsh. Leidy si stancò anche del continuo litigio tra i due uomini, con il risultato che il suo ritiro ne causò l'oblio nella comunità scientifica; dopo la sua morte, Osborn non trovò nemmeno una sola citazione dell'uomo nelle opere di entrambi i due rivali. Nella fretta di superarsi a vicenda, Cope e Marsh assemblarono a caso le ossa delle loro scoperte. Le loro descrizioni di nuove specie, basate sulle loro ricostruzioni, portarono a confusione e malintesi che durarono per decenni dopo la loro morte.
Uno scavo effettuato tra il 2007 e il 2008 in diversi siti di Cope e Marsh suggerisce che il danno perpetrato dai due paleontologi fosse inferiore a quanto riportato e che la distruzione dei reperti con la dinamite o gli interramenti non fossero realmente mai avvenuti.

## Media

### Letteratura
- Il romanzo di Michael Crichton intitolato I cercatori di ossa (Dragon Teeth), pubblicato postumo nel 2017, racconta la guerra delle ossa attraverso le esperienze di un personaggio di fantasia, William Johnson, che diviene apprendista sia di Marsh sia di Cope, compiendo una propria scoperta storica.[65]
- Il romanzo per ragazzi Every Hidden Thing (2016) di Kenneth Oppel, racconta la storia dei figli immaginari di Cope e Marsh mentre vivono la loro avventura in stile Romeo e Giulietta nel bel mezzo della guerra delle ossa.
- Oltre a essere al centro di testi storici e paleontologici, la guerra delle ossa è il soggetto del romanzo grafico di Jim Ottaviani Bone Sharps, Cowboys, and Thunder Lizards: A Tale of Edward Drinker Cope, Othniel Charles Marsh, and the Gilded Age of Paleontology (2005); Bone Sharps è un'opera di finzione storica in quanto Ottaviani presenta il personaggio di Charles R. Knight a Cope per motivi di trama e altri eventi sono stati riorganizzati.

### Televisione
- La guerra delle ossa è una delle tre storie raccontate nell'episodio New Jersey della serie della Comedy Central Drunk History. Cope è interpretato da Tony Hale e Marsh da Christopher Meloni, con Mark Proksch come narratore ubriaco.
- L'argomento è parzialmente trattato nel terzo episodio della seconda stagione della serie televisiva I misteri di Murdoch intitolato Febbre da dinosauro (Dinosaur Fever).